# Пуцачина из првог лица
Пуцачина из првог лица (енгл. first-person shooter, FPS) је врста видео-игре у којој је извођење, како само име каже, „из првог лица". Најчешће испред себе, на рачунарском екрану, видите пушку и руку која је држи, крстић нишана, скалу енергије, количину муниције итд. зависно од игре. Највећи број игара вас ставља у улогу неког војника или авантуристе који пуца у све што му се нађе на путу.
Првом FPS игром сматра се Wolfestein 3D (енглески изговор је Вулфенстајн, а немачки Волфенштајн) за рачунар, али као почетак револуције пуцачина у првом лицу сматра се игра Doom, која је доживјела и два наставка. Данас постоји на хиљаде оваквих игара, а најчувеније су Medal Of Honor, Call of Duty, Quake, Half-Life, Counter Strike итд. у издањима на свим постојећим конзолама и рачунарима.
Незаобилазни део играчког прибора који се користи у ФПС играма су миш и тастатура. наравно, може се играти и на џојстику (на конзолама искључиво), мада је џојстиком много теже управљати.